# .455 Webley
Die Patrone .455 Webley war eine britische Militärmunition.

## Bezeichnung
Im deutschen Nationalen Waffenregister (NWR) wird die Patrone unter Katalognummer 1981 unter folgenden Bezeichnungen geführt (gebräuchliche Bezeichnungen in Fettdruck)
- .455 Webley (Hauptbezeichnung)
- .455″ .760″
- .455 Webley-Fosbery

Die Pistolenpatrone trägt die Katalognummer 1980 und wird unter folgenden Bezeichnungen geführt:
- .455 Webley Auto (Hauptbezeichnung)
- .455 Webley Mk I

## Einsatz
Die Revolverpatrone im Kaliber .455 wurde 1887 zusammen mit dem Webley-Revolver Ordonnanz der Streitkräfte Großbritanniens eingesetzt. Anfangs noch mit Schwarzpulver geladen, wurde 1894 die Treibladung auf Kordit umgestellt. Für optimale ballistische Leistungen wurde die Hülse etwas gekürzt und die Geschossform mehrfach geändert. Die erste Version Mk I verfügte über ein Rundkopf-Projektil aus Blei, bei der Mk III wurde es mit einem Hohlspitzgeschoss versehen. Die durch solche Kugeln verursachten Verletzungen wurden als derart schwer erachtet, dass diese während der Haager Friedenskonferenzen als Militärmunition für völkerrechtswidrig erklärt wurden. Im Ersten Weltkrieg wurde die Version Mk IV ausgegeben, die stumpfe Bleigeschosse besaß. Gegen Ende des Jahres 1914 wurden mehrere britische Offiziere, die solche Patronen mit sich führten, von deutschen Soldaten gefangen genommen. Das kaiserliche Heer reagierte mit Empörung und erwog, die Gefangenen standrechtlich erschießen zu lassen. Daraufhin wurden solche Projektile eingezogen.
Obwohl zu jener Zeit schon längst veraltet, wurden Webley-Revolver im Kaliber .455 von britischen Truppen noch im Zweiten Weltkrieg eingesetzt, im Jahr 1946 dann jedoch endgültig ausgemustert.

## Pistolenpatrone Webley .455 Mk I

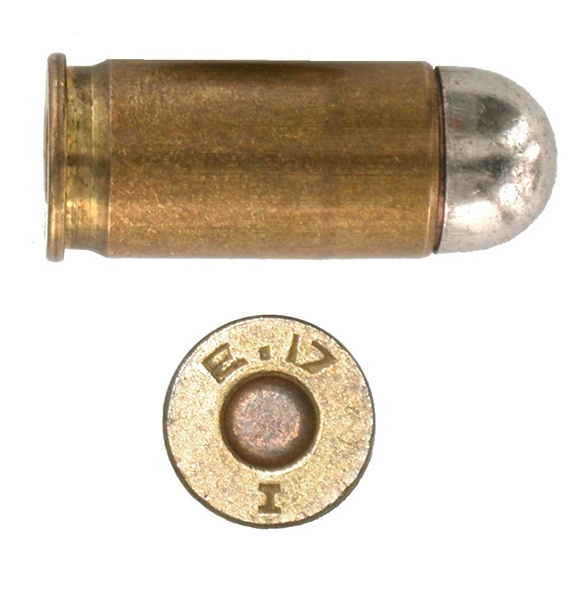
.455-Webley-Pistolenpatrone

Anfang des zwanzigsten Jahrhunderts entwickelte Webley & Scott eine Selbstladepistole im Kaliber .455. Diese ab 1912 in der britischen Armee eingeführte Self-Loading Pistol Mk I verschoss die .455 Self-Loading Pistol Cartridge Mark I, die später auch in den an Großbritannien gelieferten Colt 1911 Pistolen im Kaliber .455 verwendet werden konnte. Bei einer Lauflänge von 5 inches (127 mm) beträgt die Mündungsgeschwindigkeit 228 m/s (.45 ACP 253 m/s), bei einem Geschossgewicht von 14,25 g (.45 ACP 14,9 g). Die Patronen und die entsprechenden Waffen wurden bis zum Ende des Zweiten Weltkrieges eingesetzt.